# Rio Indiaroba
Rio Indiaroba är ett vattendrag i Brasilien.   Det ligger i delstaten Sergipe, i den östra delen av landet, 1 200 km öster om huvudstaden Brasília.
Trakten runt Rio Indiaroba består huvudsakligen av våtmarker.